# Scopula subcandidata
Scopula subcandidata är en fjärilsart som beskrevs av Walker 1862. Scopula subcandidata ingår i släktet Scopula och familjen mätare. Inga underarter finns listade.